# 安井泉
安井 泉（やすい いずみ、1948年 - ）は、英語学者、筑波大学名誉教授、聖徳大学教授。専門は英語学・言語文化。

## 来歴
東京生まれ。父は安井稔。大阪市立大学大学院修士課程修了。筑波大学講師、助教授、教授、2012年定年退任、名誉教授、聖徳大学教授。
1994-95年ロンドン大学客員教授、英語語法文法学会会長。日本ルイス・キャロル協会会長。1992年『音声学』で市河賞受賞。

## 著書
- 『音声学』開拓社 現代の英語学シリーズ 1992
- 『メアリー・ポピンズは東風にのって 紅茶の英国英国の紅茶 ことばからみる英国文化論』北星堂書店 2006
- 『ことばから文化へ 文化がことばの中で息を潜めている』開拓社言語・文化選書 2010
- 『英語で楽しむ英国ファンタジー』静山社 2013

### 共編著
- 『講座・学校英文法の基礎 第2巻 名詞・代名詞』斎藤武生共著 研究社出版 1983
- 『グラマー・テクスト・レトリック』編 くろしお出版 1992
- 『現代の英文法 第8巻 動詞』鈴木英一共著 研究社出版 1994
- 『ルイス・キャロルハンドブック アリスの不思議な世界』編著 七つ森書館 2013

### 翻訳
- J.H.フレンド『英語学概論』安井稔共訳 金星堂 1972
- ルイス・キャロル著 ジョン・テニエル絵『鏡の国のアリス』新書館 2005
- ルイス・キャロル『地下の国のアリス』新書館 2005
- ルイス・キャロル作 ジョン・テニエル絵『子ども部屋のアリス』七つ森書館 2015

## 論文
- <安井泉